# Gare de Katashimo
La gare de Katashimo (堅下駅, Katashimo-eki) est une gare ferroviaire de la ville de Kashiwara, dans la préfecture d'Osaka au Japon. La gare est gérée par la compagnie Kintetsu.

## Situation ferroviaire
La gare de Katashimo est située au point kilométrique (PK) 15,7 de la ligne Osaka.

## Histoire
La gare est inaugurée le 1er juillet 1927.

## Service des voyageurs

### Accueil
La gare dispose de guichets en souterrain et est ouverte tous les jours. 

### Desserte
- Ligne Osaka :
  - voie 1 : direction Kawachi-Kokubu, Yamato-Yagi et Nabari
  - voie 2 : direction Osaka-Uehommachi

### Intermodalité
La gare de Kashiwara sur les lignes Domyoji et Yamatoji est située à environ 350 m à l'ouest de la gare.